# عمال صهيون
عمال صهيون (بالعبرية: פועלי ציון پُوعَلِي تْسِيُون، وبأحرف مختصرة: פוע"צ).

كانت حركة سياسية صهيونية اشتراكية، تأسست في أواخر القرن التاسع عشر. آمن اعضاؤها بالدمج بين الاشتراكية والصحوة القومية اليهودية، وتأسيس مجتمع قومي يهودي في أرض إسرائيل يقوم على مبادئ العدالة الاجتماعية والمساواة. نشأت بذرتُها الأولى في الجمعيات الاشتراكية الصهيونية التي تأسست في نهاية القرن التاسع عشر. كانت پُوعَلِي تْسِيُون المحور المركزي للصهيونية الاشتراكية، وكان قادتها القادة الرئيسيين لماباي، والحركة العمالية (תנועת העבודה تْنُوعَت هَعَڤُودا) واليِشُوڤ حتى قيام دولة إسرائيل، وبعد إقامتها أيضًا.

## تأسيس حركة عمال صهيون العالمية
.

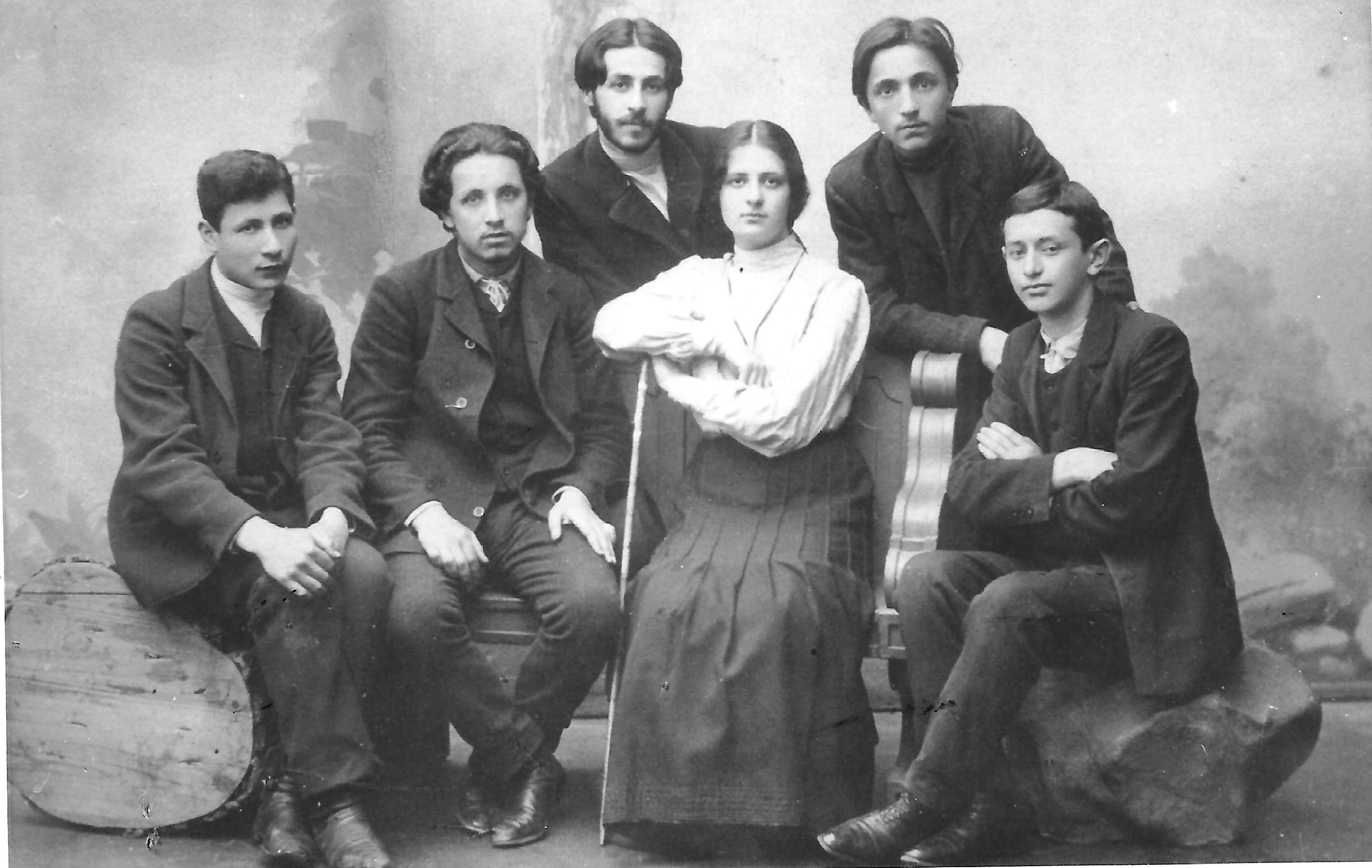
مجموعة من عمال صهيون من وارسو في عام 1905. واقفون من اليمين إلى اليسار: إليعيزر سلوتكين ويتسحاق تابنكين. الجالسون من اليمين إلى اليسار: ماكس وإيفا تابينكين (زوجة يتسحاق تابنكين)، ويوسف سالتزمان، وإلكانا هورفيتس

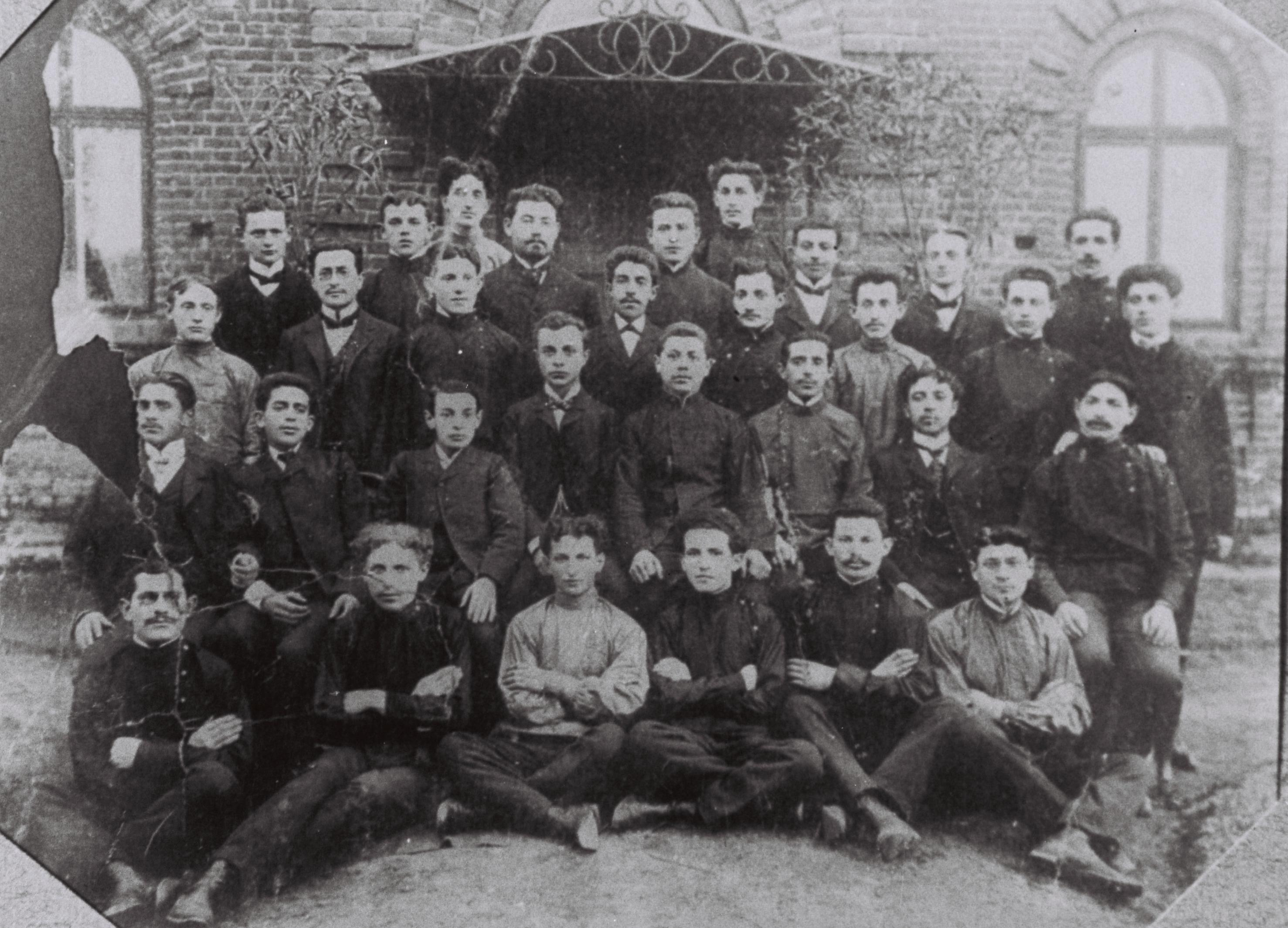
"مجموعة عِزرا"، من عمال صهيون، في بلدة بلوسك (Płońsk بولندا)، عام 1905، ويظهر في الصورة دافيد بن غوريون، في الصف الأوّل، الثالث إلى اليمين

بدأت جمعيات العمل اليهودية الصهيونية في التنظيم منذ عام 1898 في المدن والبلدات المخصّصة لسكنى اليهود ("مناطق الاستيطان"، بالروسية Черта оседлости، وباليديشية: דער תּחום-המושבֿ) اليهودية في الإمبراطورية الروسية تحت الاسم الييدشي "ארביַיטער ציוניסטן"؛ وجاء ذلك ردًا على تنظيم حزب "الاتحاد العام للعمال اليهود في ليتوانيا وبولندا وروسيا" ("بوند") غير الصهيوني.

عقد عام 1901 مؤتمر جمعيات عمّال صهيون في مدينة مينسك. على الرغم من المبادئ الأولية، إلّا أنَّهُ كانت هناك خلافات كثيرة تمَحْوَرت حول جوهر الصلة بأرض إسرائيل، ونوع العلاقة التي يجب أن يقيمها الحزب مع الاشتراكية الدولية ("الوحدة الطبقية"، أي العلاقة مع أعضاء الطبقة العاملة من غير اليهود)، وبشكل خاص العلاقة مع الثوار الروس (كان بعض أعضاء عمّال صهيون ينتمون إلى حركة نارودنايا فوليا). في عام 1905، عقب خطة أوغندا التي قُدِّمَت خلال المؤتمر الصهيوني السادس، انسحب "الإقليميون" من الحزب الناشئ، وأسسوا "حزب العمال الاشتراكي الصهيوني" (SS)وانسحبوا من الحركة الصهيونية. بعد ثورة 1905 في روسيا، انسحب السيميون، الذين سعوا للاندراج والعمل في إطار الدولة الروسية، من حركة "عمال صهيون".

عُقِد المؤتمر التأسيسي للحزب عام 1906 في مدينة بولتافا الواقعة في جنوب شرق الإمبراطورية الروسية (روسيا الجديدة، أوكرانيا حاليًا). كان المفكر المركزي للحزب هو دوف بار بوروخوف. بالإضافة إلى روسيا، أنشئت فروع للحزب في النمسا، وأمريكا، وإنجلترا، وأرض إسرائيل. ووافق الاعضاء على تبني مبادىء الماركسية، مع التشديد على الفكرة القومية. وبعد عام أُقيمت الرابطة العالمية لعمال صهيون، وأعلن عن اقامة فرع لها في أرض إسرائيل.

في عام 1907، وبالتزامن مع المؤتمر الصهيوني الثامن، عقد في لاهاي مؤتمر عالمي لعمال صهيون، حيث تم إنشاء اتحاد العمال الاشتراكي العالمي لعمال صهيون، وحَّد تحت جناحه فروع الحزب المختلفة في جميع أنحاء العالم، وذلك من أجل تمثيله في المؤتمر الصهيوني. وفي 24-26 تشرين الأول 1910، انعقد المؤتمر الخامس لعمال صهيون في لفيف.

## مبادئ الحزب
كانت إيديولوجية الحزب في الغالب "اشتراكية بنَّاءة". وبناءً على ذلك رأى الحزب مستقبل الشعب اليهودي في خطر، والطريقة الوحيدة لإنقاذه هي إعادة إحيائه كشعب سويّ، يعتمد على الطبقة المنتجة من العمال. اعتقد مُنظِّر الحزب دوف بار بوروخوف، أن الدولة العمالية للشعب اليهودي لا يمكن لها أن تقوم إلا في أرض إسرائيل. ومن المفترض أن تُدار هذه الدولة المستقبلية وفقًا لمبادئ الاشتراكية الطوباوية، وتتضمن مؤسسات تعاونية تُدار على قدم المساواة، ويعيش مواطنوها من العمل اليدوي والزراعة، جنبًا إلى جنب مع التعليم والثقافة والفن المتاح للجميع.

منذ نشأته اعتبر حزب عمال صهيون نفسه بمثابة القوة المحركة لجماهير العمال اليهود في أوروبا الشرقية. رأى نفسه حزبًا شعبيًّا، حتى عندما كان لا يتجاوز عدد أعضائه بضع مئات فقط، ولذلك اختطَّ لنفسه خطًا رسميًّا وليس خطًا متطرِّفًا عليه أن يقود الجماهير اليهودية. من ناحية اجتماعية-اقتصادية، أرسى الحزب مبادئ الاشتراكية الثورية، أمّا من الناحية السياسية، فقد وضع الأساس لمفهوم الصهيونية العمليّة، التي تسعى إلى التحرك نحو الحل من خلال العمل والتنفيذ، وليس من خلال الجدالات والمناظرات السياسية.

تنافس حزب عمال صهيون على نفس الجمهور مع حزب البوند غير الصهيوني، وحزب "العمال الشباب" (هبوعيل هتسعير)، الذي كان زعيمه الروحي أهارون دافيد جوردون، الذي نادى بإحياء اللغة العبرية وروّج لاستخدامها، بينما رأى الحزبان الأوَّلان باللغة اليديشية لغة الحياة والثقافة لليهودي العامل، وكان حزب عمال صهيون أقل راديكالية اشتراكية، وأكثر اعتدالًا ومستعدًا لتقديم تنازلات سياسية.

في عام 1931، لخص دافيد بن غوريون الطبيعة المميّزة لعمال صهيون كالتالي:

 لطالما دافعت حركتنا عن الفكرة الاشتراكية القائلة بأن حزب الطبقة العاملة، على عكس أحزاب الطبقات الأخرى، ليس حزبًا طبقيًا فقط، ولكنه حزب وطني مسؤول عن مستقبل الأمة بأكملها ولا يرى نفسه مجرد حزب، بل هو نواة أمة المستقبل.

## تأسيس حزب عمال صهيون في أرض إسرائيل
كان دافيد بن غوريون، ويسرائيل شوحط، ويعكوف زروبابل، ويتسحاق بن تسفي، من بين القادة الشباب البارزين في عمال صهيون الذين هاجروا إلى أرض إسرائيل مع موجة الهجرة الثانية، وترأسوا فرع الحزب الذي تأسس في أرض إسرائيل. كانت الفروع الرئيسية للحزب موجودة في القدس برئاسة بوريس شاتس وفي يافا. في عيد العرش 1777 (6-7 أكتوبر 1906)، عُقِِد المؤتمر التأسيسي لحزب عمال صهيون في أرض إسرائيل في يافا، وكانت المشكلة الرئيسية التي واجهتها الأحزاب العمالية هي أنّ الشباب والشابات الذين قدموا إلى البلاد مع الهجرة الثانية واجهوا صعوبة في العثور على عمل، وعانوا من ضائقة اقتصادية شديدة، بينما فضل أفراد الهجرة الأولى، الذين كانت أحوالهم الاقتصادية جيدة نسبيًا، تشغيل العمالة العربية الماهرة والأرخص، وليس القادمين اليهود من أفراد الهجرة الثانية، لكن المؤتمر أظهر الخلافات بين مختلف أعضاء الحزب في أرض إسرائيل، الذين ينتمون إلى فروع مختلفة من عمال صهيون، لذلك تقرر تشكيل برنامج واضح من قبل وفد يجتمع في الرملة - "برنامج عمل الرملة".

## مؤتمرالرملةوما بعده

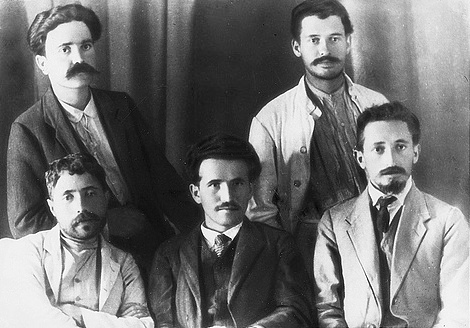
هيئة تحرير "هَأَحْدوت". من اليمين الى اليسار؛ جالسون- يتسحاك بن تسفي، دافيد بن غوريون، يوسف حاييم برينر؛ واقفان - أهارون رؤوفيني (شقيق بن تسفي)، يعكوف زروبابيل (1910).

تعامل الحزب خارج أرض إسرائيل مع قضية الوحدة الطبقية مع العامل غير اليهودي، أمّا في أرض إسرائيل فقد كان هذا "العامل غير اليهودي" هو العامل العربي الذي كان واقعًا تحت "احتلال العمل"، مما وضع أمام الحزب قضية اشتراكية معقدة. كان حل هذا السؤال محور النقاشات في مؤتمر الرملة. تمت صياغة برنامج عمال صهيون على هيئة بيان، بروح البيان الشيوعي. وبحسب واضعي مسودة البيان فإن أرض إسرائيل خاوية من السكان، وعمالها العرب غير قادرين على إدارة حرب طبقية ضد الرأسمالية. سيكون لزامًا على العمال اليهود خارج أرض إسرائيل الهجرة إليها أوذلك بسبب الأوضاع التاريخية الموجودة، لأنّه لا يوجد مكان آخر يمكنهم من أن يعيشوا حياة كريمة ومنتجة. هؤلاء العمال اليهود هم الذين سيقودون حربًا طبقية، ويبنون مجتمعًا عادلًا ومتكافئًا. كان الحل الذي قدمه بعض قادة الحزب (ومن بينهم بن غوريون) يتلخّص في أنّ العامل العربي البسيط هو صديق للطبقة العاملة، وأمّا العدو الحقيقي -الطبقي والقومي- فهو "الأفندي"، أي صاحب الأرض العربي الغني. كما حدد بن غوريون وبن تسفي أن أهداف الحزب في تعامله مع العرب هو تحريضهم للثورة على الإقطاعيين، وأبناء الطبقة الرأسمالية العربية.

لم يوفر مؤتمر الرملة إجابات على جميع القضايا التي اختلف حولها أعضاء الحزب، لكن سرعان ما اتضح أن الحزب في أرض إسرائيل كان عليه أن يواجه قضايا وأسئلة تختلف عن تلك التي كان يواجهها في الخارج. بادئ ذي بدء، "البوند"- الحزب الرئيسي المنافس الذي شن حزب عمال صهيون حملته ضده- لم يكن له تأثير كبير في أرض إسرائيل، بينما المنافس الرئيسي له كان حزب "هبوعيل هتسعير". أمّا قضيّة اللغة فإنّها سرعان ما حُسِمَت لصالح اللغة العبرية، التي تم اعتمادها للحياة ليومية في أرض إسرائيل بدلًا من اليديشية. صحيح أنّ النشرة الحزبية الأولى الناطقة باسم الحزب، والتي كان عُنوانُها "الطريق الجديد" (بالألمانية: دير أنفانغ Der Anfang)، قد صدرت باللغة اليديشية، ولكنها استُبدلت بعد عددين فقط باللغة العبرية، وصدرت هذه النشرة الحزبية بعنوان جديد هو "الوحدة" (هأَحْدوت האחדות).

كانت القضية الأخرى التي تعامل معها الحزب هي مسألة المواطنة العثمانية، أي التخلي عن المواطنة الروسية أو الأوروبية من أجل الحصول على المواطنة العثمانية المحلّيّة، مما يساعد في الحياة اليومية ويتيح لليهود الاندماج في الحياة السياسية للإمبراطورية العثمانية. حصل بن غوريون، بن تسفي على المواطنة العثمانيّة، وذهبا لدراسة الحقوق في إسطنبول، لكن الحزب لم يكن لديه مطلب واضح بشأن هذه القضية في برنامجه. في البداية، عارض الحزب توطين العمال على طراز عين غنيم، لأنّه رأى في ذلك محاولة لخلق طبقة من الفلاحين البرجوازيين، لكنه دعم فيما بعد محاولات الاستيطان التعاونية، بل وقادها.

يشير الباحث إلْكَانا مَرْغَليت إلى أنّ ثورة أكتوبر كان لها تأثير هائل على الحزب في بلدان الشتات (وبشكل رئيسي في بولندا وروسيا). كان على الحزب أن يبرر ويدعم المثل الأعلى للقومية الصهيونية في بيئة أيديولوجية تنكر القومية. وبحث الحزب عن سُبُل لاستيعاب الأفكار الجديدة للثورة في الحزب، مع الحفاظ على الهيئات الشعبية في ظل الظروف الجديدة. لكن في أرض إسرائيل، واجه الحزب أزمة الهجرة الثانية، وخيبة الأمل من محاولات خلق "شعب عامل" في أرض إسرائيل، والتشاؤم من الصهيونية العاملة كما عبَّر عن ذلك آحاد هعام. أدّت هذه الثغرات في القضايا الرئيسية، والممارسات الحياتية المختلفة، بين أرض إسرائيل. وبلدان الشتات إلى صياغة برنامج حزبي منفصل لعمال صهيون في أرض إسرائيل. تحدث البرنامج الجديد للحزب عن تأسيس أمة عاملة مع تبني التعاون في جميع مجالات النشاط والاستيطان، من أجل بناء دولة تعتمد على رأس مال وطني عام، يكون في تحت تصرفها، ويجري اتوظيفه لصالح جميع مواطني الدولة العاملين، دون استغلال عمل زملائهم (وليس من خلال الحرب الطبقية ضد كيان رأسمالي "عشوائي"، و"اختياري"، "همجي").

## النشاطات الرئيسيّة
كان أحد الأنشطة الرئيسية لعمال صهيون هو تنظيم دفاع اليهود عن أنفسهم، في البداية من خلال منظمة "بار جيورا"، ولاحقًا من خلال منظمة "هاشومير". كما حاول الحزب تشكيل "منظمة جمباز" (أي منظمة رياضية مرتبطة بالتدريب العسكري) تسمى "شمشون عمال صهيون".

ومن الأنشطة الرئيسية الأخرى إنشاء منظمات المساعدة المتبادلة للعمال، وخدمات المساعدة في توفير أماكن عمل، وخدمات المساعدة الطبية والضمان المتبادل في حالة البطالة، أو عدم قدرة العامل على العمل. ودعم الحزب النقابات العمالية التي تم تشكيلها (نقابة عمال يهودا، واتحاد عمال السامرة، واتحاد عمال الجليل) وحاول أن يلعب دورًا قياديًّا فيها.

عمل الحزب خارج أرض إسرائيل على تنظيم مجموعات للهجرة إليها. فتح لهذا الغرض مزرعة للتدريب الزراعي وتعلم اللغة العبرية، وهو نشاط تم تعزيزه لاحقًا ضمن حركة "الروّاد". تزامن النشاط التنظيمي لعمال صهيون مع نشاط مماثل لهبوعيل هتسعير، وذلك لجذب الشباب اليهودي. واستقبل أعضاءُ الحزب المهاجرين اليهود الذين وصلوا إلى يافا دون انتماء إلى إطار تنظيمي مسبق على رصيف الميناء، ثم اقتادوهم إلى فرع وزارة العمل، أو "مكتب استعلامات" الحزب الملائم.

كان الذراع التنفيذي المهم للحزب هو إنشاء "صُندوق عمال أرض إسرائيل" (يُشار إليه باسم كباي קפא"י، وهي اختصار للجملة: קופת פועלי ארץ ישראל)، وهي مؤسسة مالية هدفها تمويل أنشطة الحزب ومؤسساته.

بالتزامن مع تعاظُم قوّة الحزب في أرض إسرائيل، انقطع مركزه الأيديولوجي والعملي عن مراكز الحزب في الخارج، وقد أدى ذلك إلى تقارب شخصي وعقائدي بين قادة حزب عمال صهيون في أرض إسرائيل، وبين قادة النقابات العمالية الإسرائيليّة "غير الحزبية"، وقبل كل شيء بين دافيد بن غوريون من جهة، وبيريل كاتْسِنِلْسُون من جهة أخرى. بدأت العلاقات الشخصية بين ممثلي الحركتين في إطار الكتائب العبرية (הגדודים העבריים) إبان الحرب العالمية الأولى، وتمخّضت في نهايتها عن تأسيس حزب الوحدة العمالية (אחדות העבודה).

## تأسيس حزب الوحدة العمالية
```
اقترح 
دافيد بن غوريون
 في المؤتمر التأسيسي للحزب في أرض إسرائيل إبان الهجرة الثانية، إنشاء نقابة عامة (هستدروت) للعمال العبريين في البلاد. أثناء السّعي لتأسيس الهستدروت، اتحد حزب عمال صهيون، والصهيونيّة البَنَّاءة، مع مجموعة "غير حزبية"، وشكَّلوا معًا حزب حزب الوحدة العمالية (أَحْدوت هَعَفُودا) عام 
1919
. نتيجة لهذا الاتحاد، انسحبت مجموعة 
ماركسية
 من عمال صهيون وأسست "حزب العمال العبريين الاشتراكي" (
بالعبرية
 מפלגת פועלים סוציאליסטית עברית يُشار إليها باختصار: مِفْسَاع מפס"ע)) الذي اتّجه إلى اليسار، وتأثر من 
الثورة البلشفية
، وأدّى به ذلك إلى إنكار الفكرة الصهيونية، والانسحاب من 
المنظمة الصهيونية العالمية
؛ بعد عدة تحوُّلات في الحزب أصبح عُضوًا في 
الكومنترن
، وهو الاتحاد العالمي للأحزاب الشيوعية.كان النشاط الرئيسي الأول لحزب الوحدة العمالية إنشاء النقابة العامَّة للعُمّال في أرض إسرائيل (وهو ما يُعرف بالهستدروت، 
باللغة العبرية
: ההסתדרות הכללית של העובדים בארץ ישראל) ووضع بذلك أسُس الحركة العمالية والاستيطانية العاملة. في عام 
1930
 اندمج حزب الوحدة العمالية مع هبوعيل هتْسَعير وأقام حزب "
ماباي
" (
بالعبرية
: ماباي מפא"י، وهو اختصار للكلمات: מפלגת פועלי ארץ ישראל أي: 
حزب عُمّال أرض إسرائيل
).
```

## عمال صهيون اليساري
كانت هناك مجموعة أخرى صغيرة من عمال صهيون بقيادة يعكوف زروبابل، تمسكت بالمبادئ الماركسية، وبقيت هذه المجموعة خارج الاتحاد، وأسست في عام 1920 حزب "عمال صهيون اليساري"، وذلك على خلفية نزاع نشب في المؤتمر الخامس ل"الاتحاد العالمي لعمال صهيون" الذي عُقِدَ في فيينا، حول قضية الانضمام إلى الكومنترن.
في الوقت الذي شكّل فيه حزب عمّال صهيون اليساري أقلية صغيرة نسبيًا من بين أعضاء عمال صهيون، إلّا أنّهم شكلوا في حركة عمال صهيون العالمية قوة كبيرة، ولا سيّما في الفروع الكبيرة للحزب في روسيا، وبولندا، والنمسا. لقد اعتقدوا أنه من الضروري لحركتهم ألّا تكون لها أي صلة بالحركة الصهيونية، لا من الناحية التنظيمية ولا غيرها، لأنّها تتضمن عناصر "برجوازية". ومع ذلك، كان على هذه الأحزاب المنشقة أن تتخلى عن طموحها في الانضمام إلى الكومنترن كحزب يهودي خارج حزبها الشيوعي الوطني. في عام 1937، انضم التحالف العالمي لعمال صهيون اليساري إلى المؤتمر الصهيوني مرة أخرى، ولكن هذه المرّة بأعضاء قلائل.

## الاتحاد العالمي لعمال صهيون بعد انسحاب عمال صهيون اليساري
بعد الانقسام، انتُخِب دافيد بن غوريون، وشلومو كابلانسكي (الذي مثل فرع لندن)، وبيرل لوكِر، وزلمان شازار (روباشوف) (الذي كان ممثلًا عن فرع فيينا)، في الأمانة الأوروبية للاتحاد، والتي أصبحت تُسَمَّى عمال صهيون يمين. وضم التحالف فروعًا في إنجلترا، وفرنسا، والولايات المتحدة، والأرجنتين، وحزب "الوحدة العمالية" في أرض إسرائيل. في عام 1925، اندمج "التحالف العالمي لعمال صهيون يمين" مع "التحالف العالمي الاشتراكي الصهيوني (צ"ס تساس)"، وأنشآ معًا "تحالف العمل العبري الاشتراكي عمال صهيون" (بالعبرية: ברית הפועלים העברית הסוציאליסטית פועלי ציון"، وباختصار: צ"ס). وفي عام 1932، اندمج هذا الأخير، في مدينة دانزيغ، مع "الاتحاد" (التحالف العالمي "للعمال الشباب" (بالعبرية: הפועל הצעיר هبوعيل هتسعير) و"شباب صهيون" (بالعبرية: צעירי ציון تسعيري تسيون)، وهكذا نشأ التحالف العالمي "الاتحاد العالمي لعمال صهيون-تساس-والاتحاد"، الذي كان يسمى باختصار "الاتحاد العالمي" وهو الحزب الراعي الذي نشط ضمنه حزب ماباي في ساحة المنظمة الصهيونية العالمية، والمؤتمر الصهيوني العالمي، ولاعب مركزي في هاتين المؤسستين حتى عام 1968، حينما أنشئ "حزب العمل الإسرائيلي".

افتُتِح في عام 1979 مبنى "متحف أوائل عمال صهيون"، الذي يقع في 14 شارع برينر رقم 14، في تل أبيب، تخليدًا لذكرى مؤسسي حركة عمال صهيون، لكن بيع المبنى عام 2010.

## قرءات إضافية